# Diaphania lualis
Diaphania lualis is een vlinder uit de familie van de grasmotten (Crambidae), uit de onderfamilie van de Spilomelinae. De wetenschappelijke naam van deze soort is voor het eerst voorgesteld als Botys lualis door Herrich-Schäffer in een publicatie uit 1871.
De soort komt voor in de Florida, Cuba en de Dominicaanse Republiek.